# Papatrigo
Papatrigo település Spanyolországban, Ávila tartományban. Papatrigo Cabizuela, Riocabado, San Juan de la Encinilla, Albornos, Muñomer del Peco, Narros de Saldueña és Constanzana községekkel határos. Lakosainak száma 219 fő (2024).

## Népesség
A település népessége az utóbbi években az alábbiak szerint változott:
| Lakosok száma | 336  | 299  | 283  | 268  | 272  | 258  | 252  | 226  | 228  | 219  |
|               | 2001 | 2004 | 2006 | 2009 | 2011 | 2014 | 2016 | 2019 | 2021 | 2024 |